# Arlington (Île-du-Prince-Édouard)
Pour les articles homonymes, voir Arlington.
Arlington est une communauté du Canada située dans le comté de Prince sur l'Île-du-Prince-Édouard ; elle se trouve au nord-ouest de Wellington.